# Schau- und Sichtungsgarten Hermannshof

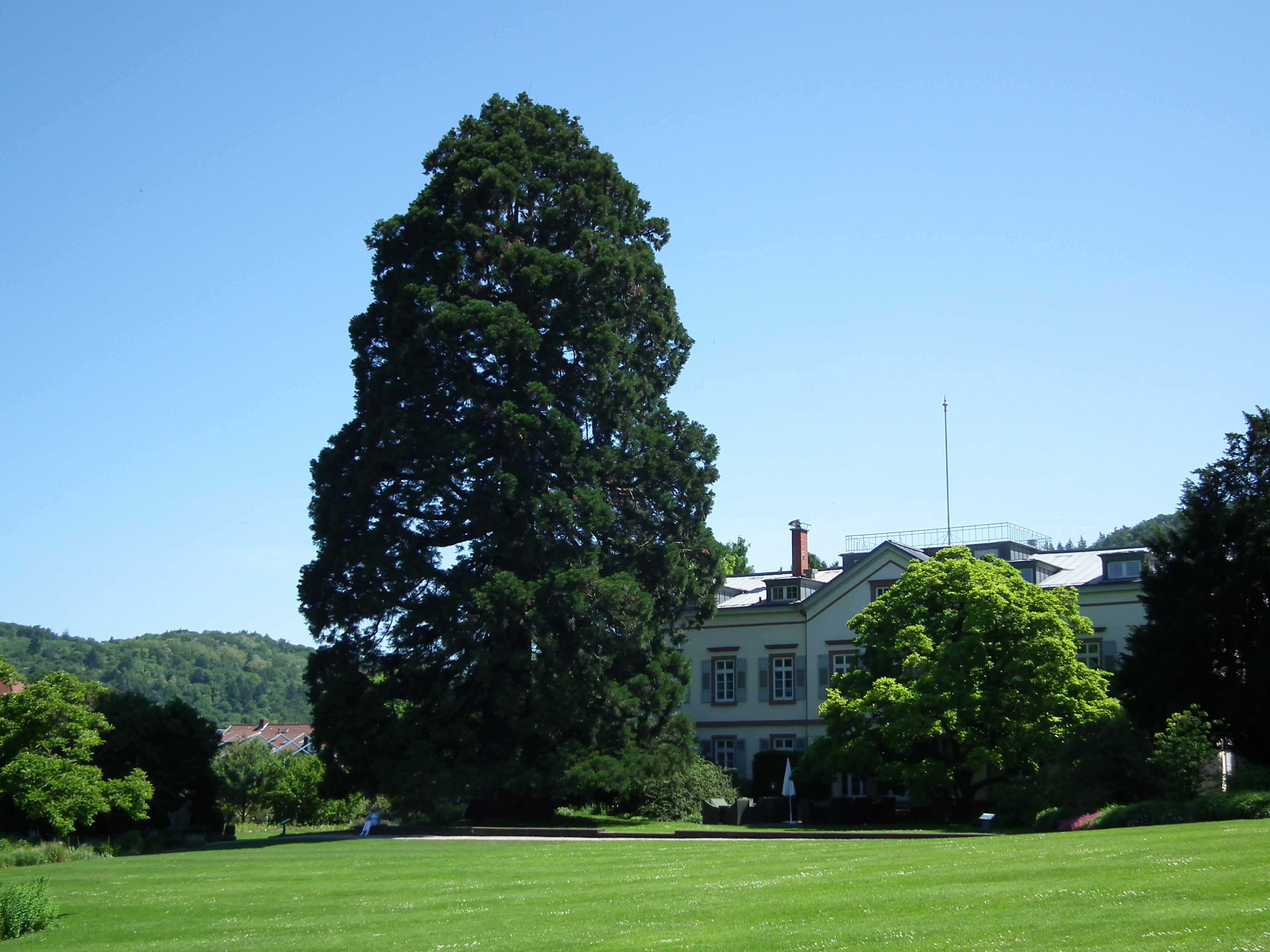
Riesenmammutbaum (Sequoiadendron giganteum) im Hermannshof

Der Hermannshof ist eine über 2,2 Hektar große Grünanlage und ehemaliger Sichtungsgarten für Stauden in Weinheim an der Bergstraße.

## Geschichte
Die Geschichte des Hermannshofs begann im 18. Jahrhundert. An seiner Stelle befand sich damals ein herrschaftlicher Sommersitz („Lusthaus“), der u. a. Lambert von Babo gehörte. Um 1820 wurde hier vom Karlsruher Baudirektor Friedrich Weinbrenner ein klassizistisches Herrenhaus errichtet. Das Anwesen kam 1888 in den Besitz der Unternehmensfamilie Freudenberg. Nach einem Umbau trägt das Ensemble aus Haus und Garten seit 1900 den Namen Hermannshof nach dem Unternehmer Hermann Ernst Freudenberg (1856–1923).

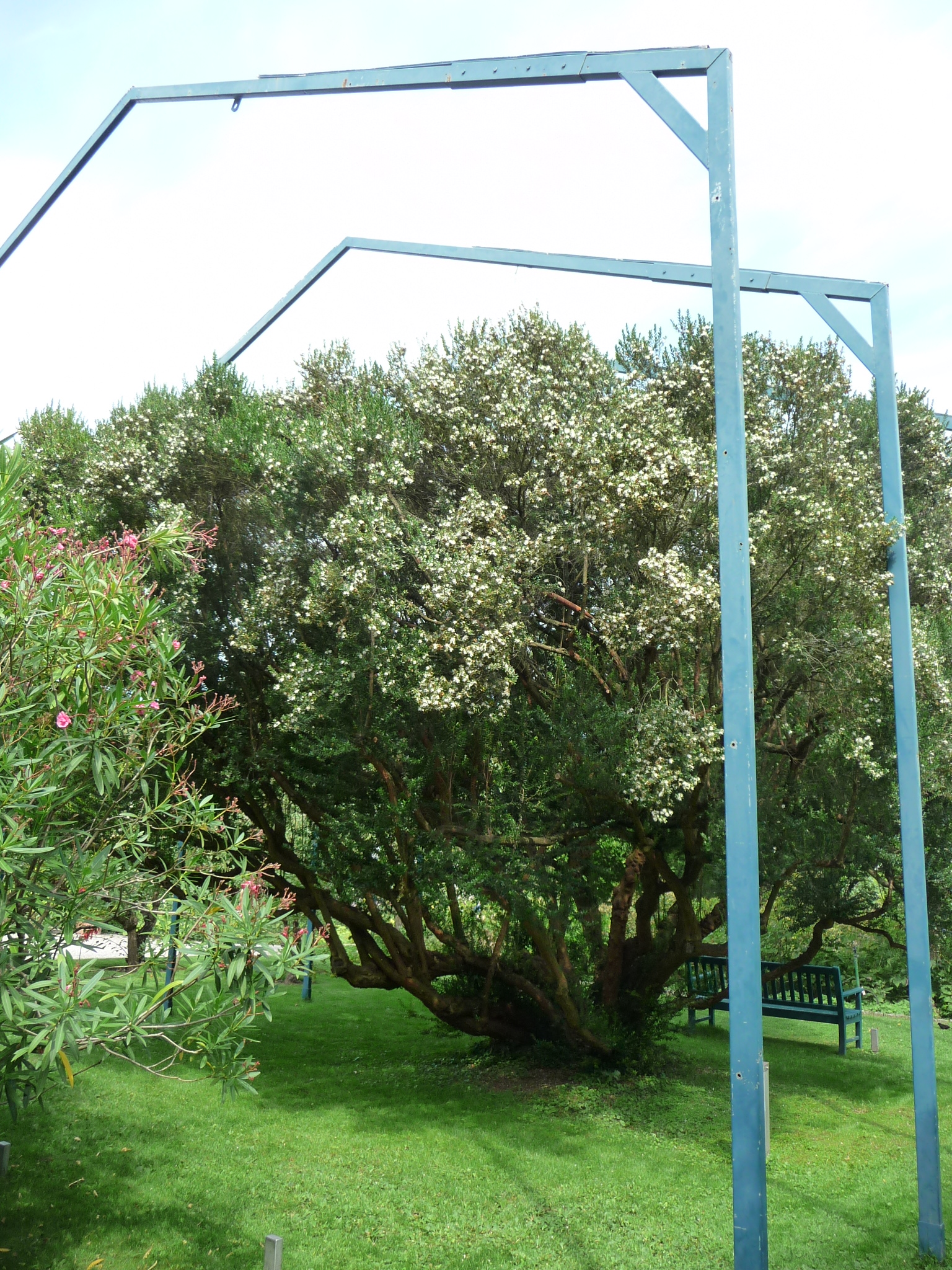
Myrte (mit dem Gerüst für die Einhausung im Winter)

Die Geschichte der Gestaltung des Gartens durch die Familie Freudenberg begann 1879: Ein Zweig von Myrtus communis aus dem Brautschmuck der Helene Siegert bei ihrer Hochzeit mit Hans Ernst Freudenberg, in diesem Jahr bewurzelt und später im Garten ausgepflanzt, wuchs zu einem stattlichen Busch von mittlerweile zehn Metern Höhe heran, der zur Überwinterung ein eigenes Glashaus beansprucht. Er gilt heute als die größte und älteste Myrte Deutschlands.
Mit der Gestaltung des Gartens verewigten sich Hermann Ernst und nach seinem Tod Hans und Ida Freudenberg vor allem durch die Pflanzung exotischer Bäume und durch die Anlage einer großen Rasenfläche. Nach ihnen betreute Maria Schildhauer die Anlage. In den 1920er-Jahren wurde der Garten von dem Landschaftsarchitekten Heinrich Friedrich Wiepking-Jürgensmann umgestaltet. Ein von ihm angefertigter Grundriss aus dem Jahr 1924 ist erhalten.
Den Garten zu einem Schau- und Sichtungsgarten zu machen war ein Vorschlag der mit der Familie verschwägerten Gerda Gollwitzer. Für die Trägerschaft wurde 1983 ein gemeinnütziger Verein, der Trägerverein „Schau- und Sichtungsgarten Hermannshof e. V.“, gegründet, der das Grundstück vom Eigentümer, der Firma Freudenberg, pachtete. Das Herrenhaus wird dabei weiterhin von der Firma Freudenberg für Seminare und Konferenzen genutzt.
Die Umgestaltung des Gartens in den Jahren 1981 bis 1983 plante der Landschaftsarchitekt Hans Luz zusammen mit Urs Walser. Seit 1983 hat die Öffentlichkeit kostenfreien Zugang zur Gartenanlage. Man zählt jährlich etwa 120.000 Besucher. Auch werden zahlreiche Führungen angeboten.
Vorsitzender des Trägervereins ist heute Thorsten Baege. Die wissenschaftliche Leitung des Gartens oblag von 1981 bis 1997 Urs Walser, von 1997 bis 2023 Cassian Schmidt. Anfang 2023 wurde die wissenschaftliche Arbeit im Hermannshof ohne Erklärung eingestellt, die Stelle des wissenschaftlichen Leiters entfiel und die Zusammenarbeit mit Cassian Schmidt wurde beendet.

## Konzept
Entsprechend dem Zweck eines Schaugartens werden Pflanzen in unterschiedlichen oft naturalistisch geprägten Pflanzungen, aber auch in Beeten und Rabatten dem Publikum präsentiert. Die geschützte Lage des Geländes und die sich in zwei Himmelsrichtungen erstreckende Hanglage mit einem alten Gehölzbestand und die sich anschließende sonnige Senke mit einem kleinen Teich sowie einer trocken-heißen Felslandschaft ermöglichen die Pflanzung von Stauden und Gehölzen mit sehr unterschiedlichem Anspruch an Boden, Licht und Feuchtigkeit. Die Winterhärtezone entspricht einem milden Weinbauklima und unterstützt so die Überwinterung andernorts nicht winterharter Stauden.
Bis zur Einstellung der Sichtungstätigkeit wurden die verwendeten Pflanzen auch auf ihre Verwendungseignung in privaten und öffentlichen Grünanlagen (Sortimentssichtung) und ihre Standortansprüche und ihr Konkurrenzverhalten (Verwendungssichtung) untersucht. Schwerpunkte waren dabei das Verhalten der Stauden bei Hitze und Trockenheit, insbesondere bei zunehmenden klimatischen Veränderungen, sowie die kosteneffiziente Pflege von Staudenpflanzungen.
Neben verschiedenen Staudenpflanzungen bietet der Hermannshof auch einige dendrologische Besonderheiten wie eine 1770 gepflanzte Morgenländische Platane (Platanus orientalis), einen 1888 gepflanzten Riesenmammutbaum (Sequoiadendron giganteum), Atlas-Zedern (Cedrus atlantica), einen beeindruckenden Ginkgo (Ginkgo biloba), über 130 Jahre alte Magnolien und einen Glyzinien-Laubengang von 1920.

## Auszeichnungen
Die Gartenanlage wurde 2015 mit dem Europäischen Gartenpreis in der Kategorie „Sonderpreis der Stiftung Schloss Dyck“ ausgezeichnet.

## Film
- Magische Gärten. Hermannshof. Dokumentarfilm, Frankreich, 2017, 25:53 Min., Buch und Regie: Emmanuel Descombes, Produktion: Bo Travail!, arte France, Reihe: Magische Gärten (OT: Jardins d’ici et d’ailleurs), Erstsendung: 8. März 2018 bei arte